# Danh sách chi của Noctuidae:L
Noctuidae là một họ bướm đêm lớn gồm rất nhiều chi:
A B C D E F G H I J K L M N O P Q R S T U V W X Y Z
| - Lacanobia - Lacera - Lacibisa - Lacides - Lacinipolia - Lagoptera - Lambana - Lampadephora - Lampra - Lamprolopha - Lamprosia - Lamprosticta - Lamprotes - Lamura - Lankialaia - Laphygma - Laquea - Larassa - Larixsotis - Lascoria - Lasianobia - Lasiestra - Lasionhada - Lasionycta - Lasiopoderes - Lasiosceles - Lasiplexia - Lasiridia - Laspeyria - Latanoctua - Latebraria - Lathosea - Latirostrum - Laugasa - Lecasia - Lecerfia - Ledaea - Ledereragrotis - Leida - Leiometopon - Leiorhynx - Leioselia - Leiostola - Leistera - Lemmeria | - Leonides - Leoniloma - Lephana - Lepidodelta - Lepidodes - Lepidopalpia - Lepidopyrga - Lepidotrama - Lepipolys - Lepitoreuma - Leptamma - Lepteria - Leptoctenista - Leptologia - Leptotroga - Lesmone - Letaba - Letis - Leucagrotis - Leucania - Leucanimorpha - Leucanitis - Leucapamea - Leucatomis - Leucochlaena - Leucocnemis - Leucocosmia - Leucogonia - Leucogramma - Leucomelas - Leuconycta - Leucosemia - Leucosigma - Leucotela - Leucotelia - Leucotrachea - Leucovis - Leumicamia - Libisosa - Libyana - Libyphaenis - Libystica - Licha - Ligidia - Lignicida | - Lignispalta - Lineopalpa - Lineostriastiria - Lipatephia - Listonia - Lithacodia - Lithilaria - Litholomia - Lithomoia - Lithophane - Lithophasia - Lithopolia - Lithosiopsis - Litocala - Litognatha - Litomitus - Litoprosopus - Litoscelis - Litosea - Liviana - Lobocheilos - Lobophyllodes - Loboplusia - Lobotorna - Lochia - Lois - Lomanaltes - Lomilysis - Longalatedes - Longicella - Longivesica - Lopharthrum - Lophiophora - Lophocalama - Lophoceramica - Lophocerynea - Lophocoleus - Lophocraspedon - Lophocryptis - Lophocyttarra - Lophodaxa - Lophodelta - Lophoditta - Lophograpta - Lophomilia | - Lophomyra - Lophonotidia - Lophonycta - Lophopanilla - Lophophora - Lophoplusia - Lophoptera - Lophorache - Lophoruza - Lophotarsia - Lophotavia - Lophoterges - Lophotidia - Lophotoma - Lophotyna - Lophozancla - Lophuda - Lorezia - Loscopia - Loxagrotis - Loxioda - Loxopamea - Luberta - Lucasidia - Luceria - Luceriola - Lugana - Lukaschia - Luperina - Luteohadena - Lutogonia - Lycanades - Lycaugesia - Lycimna - Lycophorus - Lycophotia - Lygephila - Lygniodes - Lygranthoecia - Lyncestis - Lysimelia - Lyssia - Lytaea - Lythrodes |